# وزارة الشباب والرياضة (تركيا)
وزارة الشباب والرياضة في تركيا (بالتركية: Türkiye Cumhuriyeti Gençlik ve Spor Bakanlığı) هي وزارة حكومية داخل مجلس الوزراء التركي مسؤولة عن تنظيم الأنشطة المتعلقة بالرياضة وتنمية الشباب في تركيا. يرأس الوزارة محمد كاساب أوغلو. ونائبا الوزراء هم حمزة يرليكايا وسنان أكسو.